# کارلن آدامیان (پزشک)
کارلن آدامیان (ارمنی: Կառլեն Գրիգորի Ադամյան؛ زادهٔ ۱۹ ژانویهٔ ۱۹۳۷) یک پزشک و کاردیولوژی اهل ارمنستان است.

## زندگی‌نامه
در ۱۹ ژانویه ۱۹۳۷ در لنیناکان به دنیا آمد و از دانشگاه پزشکی دولتی ایروان فارغ‌التحصیل شد. وی عضو فرهنگستان ملی علوم ارمنستان بود. وی همچنین برنده مدال مخیتار هراتسی شده است.